# Đội tuyển bóng đá quốc gia Libya
Đội tuyển bóng đá quốc gia Libya (tiếng Ả Rập: منتخب ليبيا لكرة القدم) là đội tuyển cấp quốc gia của Libya do Liên đoàn bóng đá Libya quản lý.
Trận thi đấu quốc tế đầu tiên của đội tuyển Libya là trận gặp đội tuyển Ai Cập vào năm 1953. Thành tích tốt nhất của đội cho đến nay là ngôi vị á quân của Cúp bóng đá châu Phi 1982 khi giải đấu được tổ chức trên sân nhà.

## Danh hiệu
- Cúp bóng đá châu Phi

Á quân: 1982
- Vô địch cúp Ả Rập: 0

Á quân: 1964; 2012
Hạng ba: 1966

## Thành tích tại các giải đấu

### Giải vô địch thế giới
- 1930 đến 1962 - Không tham dự
- 1966 - Bỏ cuộc
- 1970 - Không vượt qua vòng loại
- 1974 - Không tham dự
- 1978 - Không vượt qua vòng loại
- 1982 - Bỏ cuộc khi tham dự vòng loại
- 1986 - Không vượt qua vòng loại
- 1990 - Bỏ cuộc khi tham dự vòng loại
- 1994 - Không được tham dự do lệnh cấm vận của Liên Hợp Quốc
- 1998 - Không tham dự
- 2002 đến 2022 - Không vượt qua vòng loại

### Cúp bóng đá châu Phi
| Cúp bóng đá châu Phi | Cúp bóng đá châu Phi     | Cúp bóng đá châu Phi     | Cúp bóng đá châu Phi     | Cúp bóng đá châu Phi     | Cúp bóng đá châu Phi     | Cúp bóng đá châu Phi     | Cúp bóng đá châu Phi     | Cúp bóng đá châu Phi     |
| Vòng chung kết: 3    | Vòng chung kết: 3        | Vòng chung kết: 3        | Vòng chung kết: 3        | Vòng chung kết: 3        | Vòng chung kết: 3        | Vòng chung kết: 3        | Vòng chung kết: 3        | Vòng chung kết: 3        |
| Năm                  | Vòng                     | Hạng                     | Pld                      | W                        | D                        | L                        | GF                       | GA                       |
| -------------------- | ------------------------ | ------------------------ | ------------------------ | ------------------------ | ------------------------ | ------------------------ | ------------------------ | ------------------------ |
| 1957 đến 1965        | Không tham dự            | Không tham dự            | Không tham dự            | Không tham dự            | Không tham dự            | Không tham dự            | Không tham dự            | Không tham dự            |
| 1968                 | Không vượt qua vòng loại | Không vượt qua vòng loại | Không vượt qua vòng loại | Không vượt qua vòng loại | Không vượt qua vòng loại | Không vượt qua vòng loại | Không vượt qua vòng loại | Không vượt qua vòng loại |
| 1970                 | Không tham dự            | Không tham dự            | Không tham dự            | Không tham dự            | Không tham dự            | Không tham dự            | Không tham dự            | Không tham dự            |
| 1972                 | Không vượt qua vòng loại | Không vượt qua vòng loại | Không vượt qua vòng loại | Không vượt qua vòng loại | Không vượt qua vòng loại | Không vượt qua vòng loại | Không vượt qua vòng loại | Không vượt qua vòng loại |
| 1974                 | Bỏ cuộc                  | Bỏ cuộc                  | Bỏ cuộc                  | Bỏ cuộc                  | Bỏ cuộc                  | Bỏ cuộc                  | Bỏ cuộc                  | Bỏ cuộc                  |
| 1976 đến 1980        | Không tham dự            | Không tham dự            | Không tham dự            | Không tham dự            | Không tham dự            | Không tham dự            | Không tham dự            | Không tham dự            |
| 1982                 | Á quân                   | 2nd                      | 5                        | 2                        | 3                        | 0                        | 7                        | 4                        |
| 1984 đến 1986        | Không vượt qua vòng loại | Không vượt qua vòng loại | Không vượt qua vòng loại | Không vượt qua vòng loại | Không vượt qua vòng loại | Không vượt qua vòng loại | Không vượt qua vòng loại | Không vượt qua vòng loại |
| 1988 đến 1990        | Bỏ cuộc                  | Bỏ cuộc                  | Bỏ cuộc                  | Bỏ cuộc                  | Bỏ cuộc                  | Bỏ cuộc                  | Bỏ cuộc                  | Bỏ cuộc                  |
| 1992 đến 1998        | Không tham dự            | Không tham dự            | Không tham dự            | Không tham dự            | Không tham dự            | Không tham dự            | Không tham dự            | Không tham dự            |
| 2000 đến 2004        | Không vượt qua vòng loại | Không vượt qua vòng loại | Không vượt qua vòng loại | Không vượt qua vòng loại | Không vượt qua vòng loại | Không vượt qua vòng loại | Không vượt qua vòng loại | Không vượt qua vòng loại |
| 2006                 | Vòng 1                   | 14th                     | 3                        | 0                        | 1                        | 2                        | 1                        | 5                        |
| 2008 đến 2010        | Không tham dự            | Không tham dự            | Không tham dự            | Không tham dự            | Không tham dự            | Không tham dự            | Không tham dự            | Không tham dự            |
| 2012                 | Vòng 1                   | 10th                     | 3                        | 1                        | 1                        | 1                        | 4                        | 4                        |
| 2013 đến 2023        | Không vượt qua vòng loại | Không vượt qua vòng loại | Không vượt qua vòng loại | Không vượt qua vòng loại | Không vượt qua vòng loại | Không vượt qua vòng loại | Không vượt qua vòng loại | Không vượt qua vòng loại |
| 2025                 | Chưa xác định            | Chưa xác định            | Chưa xác định            | Chưa xác định            | Chưa xác định            | Chưa xác định            | Chưa xác định            | Chưa xác định            |
| 2027                 | Chưa xác định            | Chưa xác định            | Chưa xác định            | Chưa xác định            | Chưa xác định            | Chưa xác định            | Chưa xác định            | Chưa xác định            |
| Tổng cộng            | 1 lần á quân             | 3/28                     | 11                       | 3                        | 5                        | 3                        | 12                       | 13                       |

### Cúp bóng đá Ả Rập
| Cúp bóng đá Ả Rập | Cúp bóng đá Ả Rập        | Cúp bóng đá Ả Rập        | Cúp bóng đá Ả Rập        | Cúp bóng đá Ả Rập        | Cúp bóng đá Ả Rập        | Cúp bóng đá Ả Rập        | Cúp bóng đá Ả Rập        | Cúp bóng đá Ả Rập        |
| Vòng chung kết: 4 | Vòng chung kết: 4        | Vòng chung kết: 4        | Vòng chung kết: 4        | Vòng chung kết: 4        | Vòng chung kết: 4        | Vòng chung kết: 4        | Vòng chung kết: 4        | Vòng chung kết: 4        |
| Năm               | Vòng                     | Hạng                     | Pld                      | W                        | D                        | L                        | GF                       | GA                       |
| ----------------- | ------------------------ | ------------------------ | ------------------------ | ------------------------ | ------------------------ | ------------------------ | ------------------------ | ------------------------ |
| 1963              | Không tham dự            | Không tham dự            | Không tham dự            | Không tham dự            | Không tham dự            | Không tham dự            | Không tham dự            | Không tham dự            |
| 1964              | Á quân                   | 2nd                      | 4                        | 2                        | 2                        | 0                        | 9                        | 5                        |
| 1966              | Hạng ba                  | 3rd                      | 5                        | 2                        | 2                        | 1                        | 20                       | 4                        |
| 1985 đến 1992     | Không tham dự            | Không tham dự            | Không tham dự            | Không tham dự            | Không tham dự            | Không tham dự            | Không tham dự            | Không tham dự            |
| 1998              | Vòng bảng                | 11th                     | 4                        | 0                        | 0                        | 2                        | 2                        | 4                        |
| 2002              | Bỏ cuộc                  | Bỏ cuộc                  | Bỏ cuộc                  | Bỏ cuộc                  | Bỏ cuộc                  | Bỏ cuộc                  | Bỏ cuộc                  | Bỏ cuộc                  |
| 2012              | Á quân                   | 2nd                      | 5                        | 3                        | 2                        | 0                        | 11                       | 8                        |
| 2021              | Không vượt qua vòng loại | Không vượt qua vòng loại | Không vượt qua vòng loại | Không vượt qua vòng loại | Không vượt qua vòng loại | Không vượt qua vòng loại | Không vượt qua vòng loại | Không vượt qua vòng loại |
| Tổng cộng         | 2 lần á quân             | 4/9                      | 18                       | 7                        | 6                        | 3                        | 42                       | 21                       |

### Đại hội Thể thao châu Phi
- (Nội dung thi đấu dành cho cấp đội tuyển quốc gia cho đến kỳ Đại hội năm 1987)

| Đại hội Thể thao châu Phi | Đại hội Thể thao châu Phi | Đại hội Thể thao châu Phi | Đại hội Thể thao châu Phi | Đại hội Thể thao châu Phi | Đại hội Thể thao châu Phi | Đại hội Thể thao châu Phi | Đại hội Thể thao châu Phi | Đại hội Thể thao châu Phi |
| Vòng chung kết: 1         | Vòng chung kết: 1         | Vòng chung kết: 1         | Vòng chung kết: 1         | Vòng chung kết: 1         | Vòng chung kết: 1         | Vòng chung kết: 1         | Vòng chung kết: 1         | Vòng chung kết: 1         |
| Năm                       | Vòng                      | Hạng                      | Pld                       | W                         | D                         | L                         | GF                        | GA                        |
| ------------------------- | ------------------------- | ------------------------- | ------------------------- | ------------------------- | ------------------------- | ------------------------- | ------------------------- | ------------------------- |
| 1965 đến 1973             | Không tham dự             | Không tham dự             | Không tham dự             | Không tham dự             | Không tham dự             | Không tham dự             | Không tham dự             | Không tham dự             |
| 1978                      | Vòng bảng                 | 8th                       | 3                         | 1                         | 0                         | 2                         | 3                         | 4                         |
| 1987                      | Không tham dự             | Không tham dự             | Không tham dự             | Không tham dự             | Không tham dự             | Không tham dự             | Không tham dự             | Không tham dự             |
| Tổng cộng                 | 1 lần vòng bảng           | 1/11                      | 3                         | 1                         | 0                         | 2                         | 3                         | 4                         |

## Đội hình
Đội hình tham dự vòng loại World Cup 2022 gặp Gabon vào tháng 11 năm 2021.
Số liệu thống kê tính đến ngày 16 tháng 11 năm 2021 sau trận gặp Gabon.
| Số | VT | Cầu thủ                 | Ngày sinh (tuổi) | Trận | Bàn | Câu lạc bộ       |
| -- | -- | ----------------------- | ---------------- | ---- | --- | ---------------- |
| 1  | TM | Muhammad Nashnoush      | 14 tháng 6, 1988 | 72   | 0   | Al-Ahli Tripoli  |
| 12 | TM | Muad Allafi             | 15 tháng 5, 2000 | 0    | 0   | Al-Ittihad       |
| 22 | TM | Murad Al-Wuheeshi       | 28 tháng 2, 1997 | 2    | 0   | Al-Ahly Benghazi |
|    |    |                         |                  |      |     |                  |
| 2  | HV | Abdalla Sherif          | 18 tháng 7, 1996 | 7    | 0   | Al-Nasr          |
| 3  | HV | Motasem Sabbou          | 20 tháng 8, 1993 | 57   | 2   | Al-Ittihad       |
| 4  | HV | Ali Al Musrati          | 7 tháng 9, 2001  | 0    | 0   | Al-Ahly Benghazi |
| 5  | HV | Taher Ben Aamer         | 16 tháng 4, 2000 | 2    | 0   | Al-Ahly Benghazi |
| 6  | HV | Mohamed Al-Tarhuni      | 10 tháng 7, 1991 | 26   | 1   | Al-Ahli Tripoli  |
| 8  | HV | Sanad Al Warfali        | 17 tháng 5, 1992 | 33   | 5   | Raja Casablanca  |
| 13 | HV | Mohamed El Monir        | 8 tháng 4, 1992  | 25   | 3   | Al-Ittihad       |
| 14 | HV | Ali Salama (đội trưởng) | 18 tháng 9, 1987 | 55   | 2   | Al-Nasr          |
| 15 | HV | Ahmed El Trbi           | 6 tháng 6, 1992  | 55   | 0   | Kazma            |
|    |    |                         |                  |      |     |                  |
| 9  | TV | Asnosi Ammar            | 26 tháng 2, 1994 | 9    | 0   | Al-Arabi         |
| 10 | TV | Hamdou Elhouni          | 12 tháng 2, 1994 | 33   | 4   | Espérance        |
| 11 | TV | Mohamed Al Tubal        | 23 tháng 6, 1993 | 27   | 0   | JS Kabylie       |
| 16 | TV | Ali Musrati             | 6 tháng 4, 1996  | 40   | 2   | Braga            |
| 17 | TV | Mohammed Soulah         | 29 tháng 6, 1993 | 19   | 0   | Sfax             |
| 18 | TV | Faisal Al Badri         | 4 tháng 6, 1990  | 59   | 10  | Al-Hilal         |
| 21 | TV | Omar Al Khouja          | 31 tháng 3, 2000 | 4    | 1   | Al-Ittihad       |
| 23 | TV | Muaid Ellafi            | 7 tháng 3, 1996  | 31   | 7   | Wydad Casablanca |
| 25 | TV | Mohammed Al-Tohami      | 31 tháng 5, 1992 | 6    | 0   | Al-Nasr          |
|    | TV | Nour al-Din Al Qulaib   | 22 tháng 3, 2001 | 2    | 0   | Asswehly         |
|    |    |                         |                  |      |     |                  |
| 7  | TĐ | Mohamed Zubya           | 20 tháng 3, 1989 | 24   | 6   | Al-Ittihad       |
| 19 | TĐ | Muad Eisa               | 8 tháng 5, 1999  | 5    | 0   | Al-Ittihad       |

### Triệu tập gần đây
| Vt | Cầu thủ             | Ngày sinh (tuổi)  | Số trận | Bt | Câu lạc bộ         | Lần cuối triệu tập                |
| -- | ------------------- | ----------------- | ------- | -- | ------------------ | --------------------------------- |
| TM | Redwan Tawfiq       | 10 tháng 10, 1997 | 0       | 0  | Al-Akhdar          | v. Tanzania, 28 March 2021        |
| TM | Ahmed Azzaqa        | 9 tháng 8, 1988   | 15      | 0  | Al-Madina          | v. Tunisia, 25 March 2021         |
| TM | Fathi Al-Tahli      | 20 tháng 12, 1988 | 2       | 0  | Al-Nasr            | 2020 African Nations Championship |
| TM | Abdulhakim El-Treki | 25 tháng 9, 1990  | 0       | 0  | Al-Madina          | 2020 African Nations Championship |
|    |                     |                   |         |    |                    |                                   |
| HV | Ahmed Al-Maghasi    | 10 tháng 2, 1993  | 24      | 1  | Stade Tunisien     | v. Tanzania, 28 March 2021        |
| HV | Rabea Al Laafi      | 24 tháng 7, 1991  | 24      | 0  | Al-Nasr            | v. Tanzania, 28 March 2021        |
| HV | Salah Fakroun       | 8 tháng 2, 1999   | 6       | 0  | Al-Nasr            | v. Tanzania, 28 March 2021        |
| HV | Mansour Makkari     | 19 tháng 10, 1992 | 3       | 0  | Al-Ahly Benghazi   | v. Tanzania, 28 March 2021        |
| HV | Sadam El-Werfelli   | 27 tháng 1, 1996  | 1       | 0  | Al-Nasr            | v. Tanzania, 28 March 2021        |
| HV | Ahmed Huwaydi       | 26 tháng 2, 1994  | 6       | 0  | Al-Ahly Benghazi   | 2020 African Nations Championship |
| HV | Hamed El-Thalba     | 16 tháng 1, 1995  | 2       | 0  | Al-Ahly Benghazi   | 2020 African Nations Championship |
| HV | Mohamed Joudur      | 8 tháng 8, 1997   | 1       | 0  | Al-Ahli Tripoli    | 2020 African Nations Championship |
| HV | Alaa Elqjdar        | 2 tháng 11, 1999  | 1       | 0  | Abu Salem          | 2020 African Nations Championship |
| HV | Abdelaziz Benali    | 4 tháng 2, 1997   | 0       | 0  | Al-Ittihad         | 2020 African Nations Championship |
|    |                     |                   |         |    |                    |                                   |
| TV | Mohamed El Journi   | 7 tháng 5, 2000   | 0       | 0  | Al-Ahli Tripoli    | v. Ai Cập, 8 October 2021         |
| TV | Muftah Taktak       | 5 tháng 5, 1996   | 19      | 0  | Al-Nasr            | v. Sudan, 19 June 2021            |
| TV | Shamikh Faraj       | 27 tháng 6, 1994  | 7       | 0  | Al-Ahly Benghazi   | v. Sudan, 19 June 2021            |
| TV | Abdullah Belaem     | 22 tháng 1, 1997  | 7       | 0  | Al-Ahli Tripoli    | v. Sudan, 19 June 2021            |
| TV | Ayman Omair         | 13 tháng 7, 1993  | 0       | 0  | Alittihad Misurata | v. Sudan, 19 June 2021            |
| TV | Salem Ablo          | 20 tháng 4, 1991  | 23      | 2  | Al-Madina          | v. Tanzania, 28 March 2021        |
| TV | Rabia Al-Shadi      | 6 tháng 3, 1994   | 13      | 1  | Al-Ittihad         | v. Tanzania, 28 March 2021        |
| TV | Jumaa Abu Raqiqah   | 7 tháng 12, 1997  | 0       | 0  | Abu Salem          | v. Tunisia, 25 March 2021         |
| TV | El-Mehdi Al-Masry   | 19 tháng 6, 1992  | 18      | 0  | Al-Ittihad         | 2020 African Nations Championship |
| TV | Mahmoud Okashah     | 6 tháng 3, 1992   | 4       | 0  | Al-Ahli Tripoli    | 2020 African Nations Championship |
| TV | Ali Mohammed        | 23 tháng 11, 2000 | 1       | 0  | Al-Ittihad         | 2020 African Nations Championship |
| TV | Muad Al-Amami       | 7 tháng 7, 1998   | 1       | 0  | Al-Hilal           | 2020 African Nations Championship |
|    |                     |                   |         |    |                    |                                   |
| TĐ | Mohamed Anis Saltou | 1 tháng 4, 1992   | 24      | 5  | FUS                | v. Angola, 7 September 2021       |
| TĐ | Khaled Magdi        | 5 tháng 1, 1996   | 10      | 1  | Al-Nasr            | v. Sudan, 19 June 2021            |
| TĐ | Ahmed Al-Qadiri     | 26 tháng 3, 1996  | 3       | 0  | Alittihad Misurata | v. Sudan, 19 June 2021            |
| TĐ | Moataz Al-Mehdi     | 9 tháng 8, 1990   | 17      | 1  | Al-Ahli Tripoli    | v. Tanzania, 28 March 2021        |
| TĐ | Ibrahim Bodbous     | 3 tháng 8, 1996   | 6       | 0  | Al-Ahly Benghazi   | v. Tanzania, 28 March 2021        |
| TĐ | Zakaria Alharaish   | 23 tháng 10, 1998 | 10      | 2  | Al-Ahli Tripoli    | 2020 African Nations Championship |
| TĐ | Mohamed Makari      | 9 tháng 4, 1996   | 4       | 0  | Al-Ahli Tripoli    | 2020 African Nations Championship |
| TĐ | Anis Al-Musrati     | 19 tháng 10, 1994 | 2       | 0  | Al-Hilal           | 2020 African Nations Championship |